# Corsia acuminata
Corsia acuminata är en enhjärtbladig växtart som beskrevs av Louis Otho Otto Williams. Corsia acuminata ingår i släktet Corsia och familjen Corsiaceae.
Artens utbredningsområde är Papua Nya Guinea. Inga underarter finns listade.